# Амебиаза
Амебиазата е чревна инфекция, причинена от паразитната амеба Entamoeba histolytica. Амебиазата може да се прояви без симптоми, с  леки или с тежки симптоми. Симптомите могат да включват летаргия, загуба на тегло, язви на дебелото черво, болки в областта на корема, диария, вкл. диария с отделяне на кръв. Усложненията от болестта могат да включват колит на дебелото черво с некроза или перфорация, които може да доведат до перитонит. В резултат от продължително стомашно кървене може да се развие анемия.